# Šarovy
Šarovy (in tedesco Scharow) è un comune della Repubblica Ceca facente parte del distretto di Zlín, nella regione di Zlín.